# Christian Joel
Christian Joel Sánchez Leal (La Habana, 9 de julio de 1999) es un futbolista franco-cubano que juega como portero en el Real Sporting de Gijón  de la Segunda División de España.

## Trayectoria
Hijo de padre cubano y madre francesa, dejó Cuba a los cinco años. Su padre,  Lázaro Joel Sánchez, fue portero en el Pinar del Río y defendió el marco de la selección nacional cubana. Christian comenzó a jugar en el San Esteban C.F de Ciaño, pasando a continuación por el Club Alcázar de Sama y el Club Deportivo Roces, antes de ingresar en la estructura del Sporting de Gijón a la edad de 12 años.
El 20 de agosto de 2017, hizo su debut con el Sporting de Gijón B en la Segunda División B de España, en una derrota en casa por uno a cero ante la S. D. Gernika Club.
El 25 de enero de 2018, renovó su contrato hasta 2021, siendo suplente de Dani Martín. 
El 8 de junio de 2019, hizo su debut con el primer equipo del Sporting en Segunda División, en una victoria en casa por uno a cero contra el Cádiz CF.
En la temporada 2020-21, jugaría 13 partidos con el Sporting de Gijón B en la Segunda División B de España y 6 partidos con el primer equipo gijonés, 3 de ellos en Segunda División frente a C. D. Lugo, C. F. Fuenlabrada y C. D. Castellón; y otros 3 encuentros en Copa del Rey frente a C. D. Quintanar Rey, S. D. Amorebieta y Real Betis Balompié.
El 28 de agosto de 2021 fue cedido al AEK Larnaca de Primera División de Chipre por una temporada, y al año siguiente al Real Club Celta de Vigo Fortuna de  Primera Federación.

## Clubes
Actualizado al último partido disputado el 15 de enero de 2022.
| Club                                     | País   | Año       | Partidos | Encajados |
| ---------------------------------------- | ------ | --------- | -------- | --------- |
| Real Sporting de Gijón "B"               | España | 2017-2021 | 45       | 52        |
| Real Sporting de Gijón                   | España | 2019-act. | 8        | 8         |
| AEK Larnaca (cesión)                     | Chipre | 2021-2022 | 16       | 16        |
| Real Club Celta de Vigo Fortuna (cesión) | España | 2022-2023 | 16       | 17        |